# Học viện Hải quân (Việt Nam)
Học viện Hải quân (HQH) là một học viện quân sự trực thuộc quân chủng Hải quân của Bộ Quốc phòng chuyên đào tạo sĩ quan chỉ huy hải quân & cảnh sát biển cấp phân đội và chỉ huy tham mưu hải quân & cảnh sát biển cấp chiến thuật - chiến dịch trình độ đại học quân sự, sau đại học.
- Thành lập: Ngày 26/4/1955
- Trụ sở chính: 30, đường Trần Phú, phường Vĩnh Nguyên, thành phố Nha Trang, tỉnh Khánh Hòa

## Nhiệm vụ
- Đào tạo sĩ quan hải quân & cảnh sát biển có trình độ đại học
- Đào tạo sĩ quan chỉ huy tham mưu kỹ thuật hải quân & cảnh sát biển có trình độ sau đại học
- Đào tạo thạc sĩ và tiến sĩ khoa học quân sự
- Nghiên cứu khoa học quân sự Hải quân và các nhiệm vụ khác
- Đào tạo cử tuyển theo bộ giáo dục

## Lãnh đạo hiện nay
- Giám đốc: Đại tá, PGS, TS Ngô Thành Công
- Chính ủy: Chuẩn Đô đốc Nguyễn Hữu Thoan
- Phó Chính ủy: Đại tá Phạm Đức Hùng
- Phó Giám đốc: Đại tá PGS, TS Hồ Thanh Hòa
- Phó Giám đốc: Đại tá Nguyễn Đình Giảng

## Cơ quan chức năng
- Phòng Đào tạo
- Phòng Khoa học Quân sự
- Văn phòng
- Phòng Chính trị
- Phòng Hậu cần - Kỹ thuật
- Ban Tài chính
- Ban Khảo thí và Đảm bảo chất lượng giáo dục

## Các khoa đào tạo
- Khoa Chiến thuật - Chiến dịch
- Khoa Chỉ huy - Tham mưu
- Khoa Hàng hải
- Khoa Cơ điện
- Khoa Thông tin - Radar
- Khoa Tên lửa - Pháo tàu
- Khoa Vũ khí dưới nước
- Khoa Kỹ thuật cơ sở
- Khoa Cảnh sát biển

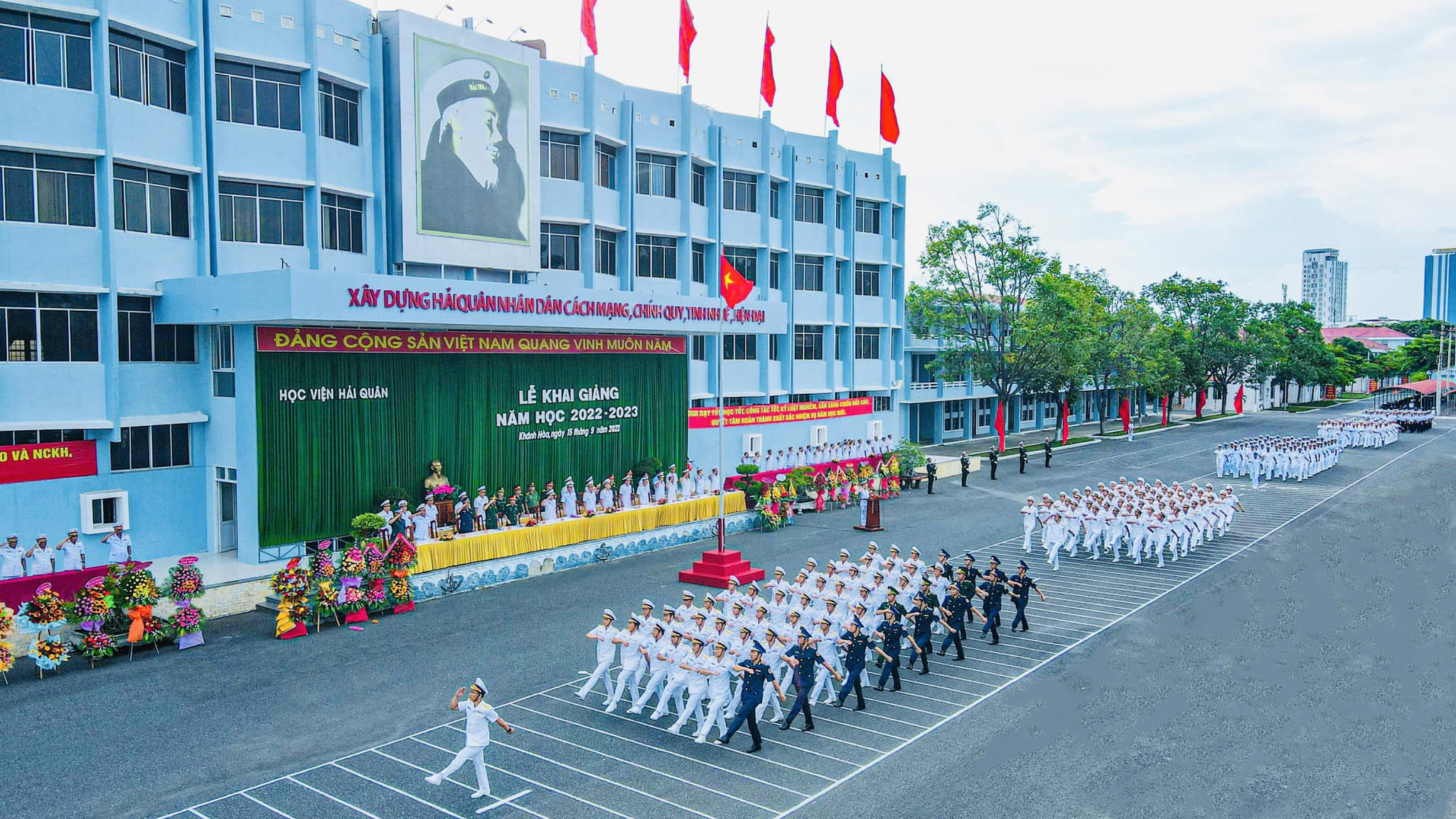
Duyệt đội ngũ tại buổi Lễ khai giảng năm học 2022-2023

- Khoa Công tác đảng, Công tác chính trị
- Khoa Lý luận Mác - Lê-nin, Tư tưởng Hồ Chí Minh
- Khoa Cơ bản - Ngoại ngữ
- Khoa Quân sự thể thao

## Đơn vị trực thuộc
- Hệ I: Đào tạo sĩ quan cấp chiến thuật chiến dịch, cao học và nghiên cứu sinh
- Hệ II: Đào tạo sĩ quan hoàn thiện, chuyển loại
- Hệ III: Hệ Quốc tế
- Tiểu đoàn 1
- Tiểu đoàn 2
- Tiểu đoàn 3
- Tiểu đoàn 4
- Tiểu đoàn 5
- Tiểu đoàn 7
- Trung tâm Huấn luyện thực hành và Huấn luyện kíp tàu
- Trung tâm Ngoại ngữ - Tin học
- Trung tâm Quốc gia Huấn luyện tìm kiếm cứu nạn đường biển
- Trung tâm Mô phỏng tác chiến
- Nhà khách 58, Quân cảng Nha Trang

## Cơ sở vật chất
- Hệ thống giảng đường phòng học chuyên dùng, phòng thực hành thực nghiệm với diện tích trên 4000 m2 được trang bị đồng bộ và tương đối hiện đại.
- Thiết bị mô phỏng các loại và mô phỏng ứng dụng công nghệ tin học hiện đại, phòng hội thảo khoa học được trang bị hệ thống nghe nhìn và các thiết bị hiện đại khác.
- Hệ thống nhà ở, nhà làm việc khang trang, hệ thống xưởng trạm, nhà kho, sân bãi thể thao tổng hợp từng bước được nâng cấp.
- Trung tâm huấn luyện thực hành với đội tàu có khả năng huấn luyện dài ngày trên biển.
- Hệ thống nhà văn hóa, nhà truyền thống, thư viện tổng hợp, thư viện điện tử, hệ thống mạng nội bộ đang được đầu tư và nâng cấp đáp ứng nhu cầu giáo dục, huấn luyện và NCKH.

## Quy mô và các ngành đào tạo

Trước giờ lên giảng đường của Tiểu đoàn Vũ khí Hải quân

- Đào tạo bậc đại học: Bắt đầu từ ngày 20/12/1995, Học viện Hải quân được phép của chính phủ đào tạo bậc đại học.
- Thời gian đào tạo đại học 5 năm (cử nhân quân sự ngành hải quân)
- Các chuyên ngành đào tạo đại học
  1. Điều khiển tàu biển
  2. Các ngành và chuyên ngành về kỹ thuật vũ khí hải quân (7 chuyên ngành)
  3. Động lực học tàu thủy
  4. Thông tin vô tuyến điện tử hàng hải
  5. Quan sát điện tử (Radar + Sonar)
  6. Chỉ huy điều khiển tàu Cảnh sát biển, Biên phòng
- Đào tạo sau đại học: Ngày 1/3/1999, Chính phủ giao nhiệm vụ đào tạo tiến sĩ cho Học viện Hải quân các chuyên ngành
  1. Chỉ huy tham mưu cấp chiến thuật chiến dịch
  2. Chỉ huy kỹ thuật cấp chiến thuật chiến dịch

## Lịch sử hình thành
- Ngày 26 tháng 4 năm 1955 theo quyết định số 1125/QF/TTL của Bộ Quốc phòng Việt Nam, Trường Huấn luyện Bờ biển được thành lập (mật danh là C45) với nhiệm vụ: Huấn luyện, đào tạo cán bộ thủy binh cho các thủy đội và đài quan sát Cùng Bộ nghiên cứu kế hoạch huấn luyện và hoạt động của hải quân
- Theo kế hoạch của Bộ Tổng tư lệnh và Cục Phòng thủ Bờ biển (Bộ Tư lệnh Hải quân hiện nay), trường đã tiếp quản trại lính Thủy quân lục chiến Pháp nằm trên ngã ba bờ sông Tam Bạc và sông Cấm, cách cầu Hạ Lý 300 m. Ngày 6 tháng 6 năm 1955, khóa học đầu tiên đã được khai giảng. Học viên là cán bộ, chiến sĩ bộ binh, công binh,... của các sư đoàn 330, 308 và một số đơn vị khác đã tham gia tại nhiều chiến trường; văn hóa không đồng đều mà chủ yếu là lớp 2, lớp 3.
- Ngày 24 tháng 1 năm 1959, Trường được đổi tên thành "Trường Huấn luyện Hải quân". Khu doanh trại mới dời về ngã sáu Hải Phòng (khu E) và được xây dựng thêm để đáp ứng việc tăng số lượng học viên của trường.
- Tháng 1 năm 1961, trường được đổi tên thành "Trường Hải quân Việt Nam".
- Tháng 4 năm 1966, Bộ Tư lệnh Hải quân quyết định chuyển trường ra Tiên Yên để vừa thực hiện nhiệm vụ đào tạo, vừa tăng cường lực lượng vũ trang ở vùng Đông Bắc.
- Tháng 7 năm 1969 trường đã di chuyển ra đảo Vạn Hoa, tiếp nhận toàn bộ cơ sở của Trung đoàn 170.
- Theo quyết định của Quân chủng, nhà trường trở về Quảng Yên làm nhiệm vụ đào tạo sĩ quan "không phải đảm nhiệm huấn luyện hạ sĩ quan và nhân viên kỹ thuật nữa", Tiểu đoàn 8 và Tiểu đoàn 9 của trường vẫn ở lại Vạn Hoa thành lập Trung đoàn 170 để làm nhiệm vụ huấn luyện hạ sĩ quan và nhân viên kỹ thuật.
- Chấp hành chỉ thị của Bộ Quốc phòng, ngày 10 tháng 9 năm 1975 Đảng ủy Quân chủng Hải quân ra nghị quyết số 986/ĐU và ngày 15 tháng 9 năm 1975, Tư lệnh Hải quân ra chỉ thị số 1005/TL quyết định chia Trường Sĩ quan Hải quân thành 2 trường: Trường Sĩ quan Hải quân I và Trường sĩ quan Hải quân 2. Trường Sĩ quan Hải quân I đóng quân tại thị trấn Quảng Yên huyện Yên Hưng tỉnh Quảng Ninh. Trường Sĩ quan Hải quân II tiếp quản Trung tâm Huấn luyện Hải quân Nha Trang của Việt Nam Cộng hòa tại Nha Trang tỉnh Khánh Hòa.
- Ngày 28 tháng 7 năm 1979, Tư lệnh Hải quân đã ký quyết định sáp nhập 2 trường Sĩ quan Hải quân I và II thành Trường Sĩ quan Hải quân Việt Nam.
- Ngày 23 tháng 10 năm 1980, Trường Sĩ quan Hải quân Việt Nam đổi tên thành Trường Sĩ quan Chỉ huy-Kỹ thuật Hải quân. Trường có nhiệm vụ đào tạo sĩ quan hải quân theo bảy loại hình đào tạo: Quyết định cũng xác định rõ: sĩ quan tốt nghiệp Trường Sĩ quan Chỉ huy-Kỹ thuật Hải quân thuộc sĩ quan chỉ huy trong quân đội, riêng loại hình sĩ quan cơ điện thuộc sĩ quan kỹ thuật.
- Ngày 3 tháng 4 năm 1993 Bộ trưởng Bộ Quốc phòng ra quyết định số 125/QĐ-QP nâng cấp Trường Sĩ quan Chỉ huy-Kỹ thuật Hải quân thành Học viện Hải Quân.
- Ngày 20 tháng 12 năm 1995, Chính phủ giao nhiệm vụ đào tạo bậc đại học cho Học viện Hải quân.
- Ngày 1 tháng 3 năm 1999, Chính phủ giao nhiệm vụ đào tạo tiến sĩ cho Học viện Hải quân ngành chỉ huy tham mưu hải quân.

## Thành tích

Một buổi chào cờ tại HVHQ

- Học viện đã đào tạo chính quy được gần chục ngàn sĩ quan hải quân các cấp, đào tạo ngắn hạn hàng ngàn cán bộ, đào tạo cho hải quân nước ngoài được hàng trăm sĩ quan, đào tạo hàng chục thạc sĩ khoa học quân sự hải quân, nhiều người đã trở thành tướng lĩnh, cán bộ cao cấp trong và ngoài quân đội.

## Danh hiệu
Học viện đã được Nhà nước tặng thưởng:
- Danh hiệu Anh hùng lực lượng vũ trang thời kì chống Mỹ
- Huân chương Quân công hạng Nhất

## Tham gia chiến đấu

### Trường Sa 1988
Giữa năm 1987, tình hình quần đảo Trường Sa ngày càng căng thẳng. Hải quân Quân giải phóng Nhân dân Trung Quốc tăng cường thăm dò, xâm phạm chủ quyền vùng biển Việt Nam mặc dù chính phủ Việt Nam đã nhiều lần tuyên bố quần đảo Trường Sa là lãnh thổ của Việt Nam. Trước tình hình đó, nhà trường đã giáo dục nhiệm vụ bảo vệ Trường Sa với tinh thần sẵn sàng đi làm nhiệm vụ khi có lệnh.
Đầu năm 1988, nhà trường được lệnh chuẩn bị sẵn sàng chiến đấu. Ngày mùng 3 Tết Mậu Thìn, 4 sĩ quan Phạm Hồng Thuận. Nguyễn Lương Trí, Phạm Phúc Lộc và Hồ Ngọc Lĩnh được điều về tăng cường cho Sở Chỉ huy Chiến dịch CQ-88 tại Cam Ranh. Ngày mùng 5 Tết Mậu Thìn tàu HQ-652 của nhà trường lên đường làm nhiệm vụ bảo vệ đảo. Ngày 25 tháng 2 năm 1988, hai bác sĩ Trần Quang Vinh và Nguyễn Ngọc Thạch được điều về tăng cường cho Lữ đoàn 146. Ngày 3 tháng 3 năm 1988, Tư lệnh Hải quân ra quyết định số 12/QĐ điều 800 cán bộ, học viên chiến sĩ của nhà trường sẵn sàng đi làm nhiệm vụ chiến đấu.
Nhà trường được giao thêm nhiệm vụ chính trị là chuyển tải hàng ra đảo xây dựng trận địa và tăng cường lực lượng sẵn sàng chiến đấu. Các sĩ quan Hồ Sĩ Đác, Nguyễn Văn Trí, Trần Quang Khuê được điều về tăng cường cho đơn vị chiến đấu. Tàu HQ-653 được lệnh đi làm nhiệm vụ bảo vệ đảo.
Một số cán bộ chủ trì như Hiệu trưởng Trần Doãn Oánh, phó chủ nhiệm chính trị Lê Thiết Thực, trưởng khoa hàng hải Lê Đình Tường đã xuống tàu đi những chuyến đầu tiên để rút kinh nghiệm chỉ đạo.
Ngày 21 tháng 3 năm 1988, đội chuyển tải tàu Thuận An 02 do Đại úy Dương Kim Tịnh là đội trưởng, Đại úy Lê Văn Định làm đội phó cùng học viên hai lớp H 31 và KH 5 chở hàng đi đảo Tiên Nữ đã xuất phát mở màn cho chiến dịch CQ-88. "Tất cả cho Trường Sa, tất cả vì Trường Sa" đã trở thành khẩu hiệu hành động của mọi cán bộ, học viên. Nội dung, chỉ tiêu thi đua "giải phóng hàng nhanh, quay vòng tăng chuyến", "người chờ tàu, không để tàu chờ người" đã tạo nên không khí thi đua giữa người đi chuyển tải và người phục vụ, năng xuất chuyển tải ngày càng cao, có chuyến đạt 3,5 tấn/người/ngày. Nhiều cán bộ, học viên đã xung phong tham gia 3 đến 4 chuyến chuyển hàng ra đảo. Đến tháng 8 năm 1988 đã có 1157 lượt cán bộ, giáo viên, học viên, chiến sĩ tham gia 31 đội chuyển tải. Năm 1988 nhà trường đã chuyển được 23.087 tấn vật tư hàng hóa từ tàu lên 7 đảo an toàn. Cán bộ, giáo viên Khoa Hàng Hải (đ/c Trần Ngọc Thuynh, Hoàng Quan phú...), Khoa Chiến Thuật (đ/c Nguyễn Xuân Thủy, Vũ Ngọc Dương)đã tham gia làm hoa tiêu cho tàu của các địa phương chở hàng đi Trường Sa an toàn.
Trong trận chiến đấu vào rạng sáng 14 tháng 3 năm 1988, tại đảo Gạc Ma, 2 học viên thực tập lớp KH4 của trường là Kiều Hồng Lập và Nguyễn Bá Cường đã hy sinh trong khi làm nhiệm vụ trên tàu HQ - 604.
Tháng 2 năm 1989, mạn Nam quân cảng Nha Trang đã được sửa chữa xong và đưa vào sử dụng bốc xếp hàng ra đảo trong chiến dịch CQ-89.

### Bảo vệ chủ quyền biên giới Tây Nam
Tháng 1 năm 1979, xảy ra sự kiện biên giới Tây-Nam, nhà trường cử 176 học viên khóa 20 đến Lữ đoàn 171 vừa thực tập vừa tham gia chiến đấu. Học viên khóa 20 trong đội hình lữ đoàn 171 đã chiến đấu và hoàn thành nhiệm vụ; các học viên đã hy sinh trong trận này là: Nguyễn Duy Tiến, Trần Anh Linh, Nguyễn Tiến Sâm, Nguyễn Huy Hoàng,...

## Giám đốc qua các thời kỳ
- 1955, Vũ Thanh Giang, Hiệu trưởng
- 1955-1958, Trần Lưu Phương, Hiệu trưởng
- 1959 - 1960, Nguyễn Thế Trinh, Hiệu trưởng
- 1960-1961, Huỳnh Kim, Hiệu trưởng
- 1962-1970, Hoàng Hữu Thái, Hiệu trưởng
- 1971-1975, Trịnh Đăng Khuê, Hiệu trưởng
- 1975-1978, Trần Doãn Oánh, Hiệu trưởng
- 1979-1981, Phan Huy Thứ, Hiệu trưởng
- 1982-1989, Trần Doãn Oánh, Hiệu trưởng
- 1990-2000, Lê Kế Lâm, Chuẩn Đô đốc, Hiệu trưởng (1990-1993)
- 2000-2013, Phạm Hồng Thuận (sinh 1953), Chuẩn Đô đốc (2004)
- 2013-8/2017, Ngô Quang Tiến, Chuẩn Đô đốc (2011), nguyên Tư lệnh Vùng 4 Hải quân
- 8/2017-02/2025, Nguyễn Văn Lâm, Chuẩn Đô đốc (2018), nguyên Phó Giám đốc Học viện
- 3/2025-nay, Ngô Thành Công, Đại tá, Nguyên Phó Giám đốc Học viện

## Chính ủy qua các thời kỳ
- 1955, Trần Lưu Phương, Chính trị viên
- 1957 - 1958, Nguyễn Thế Trinh
- 1959-1962, Vũ Đình Tuân
- 1962-1966, Huỳnh Kim
- 1966-1968, Hoàng Quốc Tín
- 1969-1970, Lê Tự Lập
- 1971-1975, Lê Văn Xuân
- 1975-1978, Vũ Khổng Tước
- 2006-2011, Trịnh Đăng Khoa, Chuẩn Đô đốc (2007)
- 2012-2016, Nguyễn Xuân Định, Chuẩn Đô đốc (2013), nguyên Chính ủy Cục Kỹ thuật Quân chủng Hải quân
- 2016-5/2018, Phạm Văn Luyện, Chuẩn đô đốc (2017), nguyên Chính uỷ Cục kỹ thuật Quân chủng Hải quân
- 6/2018-02/2025, Chu Ngọc Sáng, Chuẩn Đô đốc (2019), nguyên Phó Chính ủy Vùng 1 Hải quân
- 3/2025-nay, Nguyễn Hữu Thoan, Chuẩn Đô đốc, nguyên Chính uỷ Vùng 5 Hải quân